# HCard

hCard는 사람, 회사, 조직 및 장소의 연락처 세부 정보(이름 정도일 수 있음)를 HTML, 아톰 (표준), RSS 또는 임의의 XML로 게시하기 위한 마이크로포맷이다. hCard 마이크로포맷은 HTML 클래스 및 rel 속성을 사용하여 식별되는 vCard(RFC 2426) 속성 및 값의 1:1 표현을 사용하여 이를 수행한다.
이를 통해 구문 분석 도구(예: 다른 웹사이트 또는 모질라 파이어폭스의 연산자 확장)가 세부 정보를 추출하고 다른 웹사이트나 매핑 도구를 사용하여 표시하고 색인화하거나 검색하거나 주소록 프로그램에 로드할 수 있다.
2009년 5월 구글은 hCard, hReview 및 hProduct 마이크로포맷을 구문 분석하고 이를 사용하여 검색 결과 페이지를 채울 것이라고 발표했다. 2010년 9월 구글은 지역 검색 결과에 hCard, hReview 정보를 표시하겠다는 의사를 밝혔다. 2011년 2월, 페이스북은 이벤트 장소를 마크업하기 위해 hCard를 사용하기 시작했다.

## 예시
HTML을 염두에 둘 때:
```
<ul>

    
<li>
Joseph
 
Doe
</li>

    
<li>
Joe
</li>

    
<li>
The
 
Example
 
Company
</li>

    
<li>
604-555-1234
</li>

    
<li><a
 
href=
"http://example.com/"
>
http://example.com/
</a></li>

</ul>

```

마이크로포맷 마크업 포함 시:
```
<ul
 
class=
"vcard"
>

    
<li
 
class=
"fn"
>
Joseph
 
Doe
</li>

    
<li
 
class=
"nickname"
>
Joe
</li>

    
<li
 
class=
"org"
>
The
 
Example
 
Company
</li>

    
<li
 
class=
"tel"
>
604-555-1234
</li>

    
<li><a
 
class=
"url"
 
href=
"http://example.com/"
>
http://example.com/
</a></li>

</ul>

```

## 같이 보기
- vCard
- XHTML 친구망